# مونيكا غالان
مونيكا غالان (بالإسبانية: Mónica Galán)‏ ، ممثلة أرجنتينية (من مواليد بوينس آيرس ، 16 تشرين الأول من 1950) شاركت في العديد من الأعمال المسرحية والسينمائية في الأرجنتين. كما كان لها حضور في المسلسلات التلفزيونية، كان أبرزها مسلسل أنطونيلا مع الممثلة هيلدا برنارد.

## اقرأ أيضا
- أندريا ديل بوكا
- اليساندرا لومباردو

## روابط خارجية
- مونيكا غالان على موقع IMDb (الإنجليزية)
- مونيكا غالان على موقع ألو سيني (الفرنسية)
- مونيكا غالان على موقع أول موفي (الإنجليزية)
- مونيكا غالان على موقع قاعدة بيانات الأفلام السويدية (السويدية)
- مونيكا غالان على موقع قاعدة بيانات الفيلم (الإنجليزية)
- مونيكا غالان على موقع كينوبويسك (الروسية)